# 藤原長良
藤原 長良（ふじわら の ながら/ながよし）は、平安時代初期から前期にかけての公卿。藤原北家、左大臣・藤原冬嗣の長男。官位は従二位・権中納言、贈正一位、太政大臣。文徳天皇の外伯父で、陽成天皇の外祖父。

## 経歴
嵯峨朝末の弘仁12年（821年）昇殿を許され、翌弘仁13年（822年）内舎人に任ぜられる。弘仁14年（823年）淳和天皇が即位すると蔵人を務め、天長元年（824年）従五位下に叙爵し、翌天長2年（825年）侍従に任ぜられる。この頃、春宮であった正良親王の信頼が篤く常に近侍していたという。
天長10年（833年）正良親王が即位（仁明天皇）すると正五位下・左衛門佐に、承和3年（836年）従四位下・右馬頭と順調に昇進するが、仁明天皇即位後一年ほどで従五位から参議に至るなど急速に昇進した次弟・良房に官途で先を越されている。のち蔵人頭・左兵衛督を歴任し、承和11年（844年）従四位上・参議に叙任され、良房に遅れること10年にして公卿に列した。
嘉祥3年（850年）甥の文徳天皇が即位すると正四位下次いで従三位、翌仁寿元年（851年）には正三位と続けて昇叙されるが、同年10歳以上年少の同母弟・良相が先に権中納言に任ぜられ、その後塵を拝す。仁寿4年（854年）、権大納言に昇進した良相の後任として権中納言に昇進。斉衡3年（856年）6月に従二位に叙せられるが、同年7月3日薨去。享年55。最終官位は権中納言兼左衛門督従二位。
没後、娘・高子が清和天皇の女御となり、高子所生の貞明親王が即位（陽成天皇）したため、元慶元年（877年）に正一位・左大臣、次いで元慶3年（879年）に太政大臣を追贈された。
昇進は弟の良房、良相に遅れをとったが、両弟に比べ子女に恵まれ子孫は大いに繁栄した。特に三男・基経は良房の養子となり、その子孫からは五摂家を初めとして多数の堂上諸家を輩出した。また、中世以前においては、基経の父を養父である良房ではなく実父の長良であると捉える（長良を摂家の祖とする）観念が強く、『大鏡』の「大臣列伝」の配列に影響を与えている（藤原北家の嫡流を良房ではなく長良とする）とする説がある。

## 人物
高潔な人柄で、心が広く情け深い一方で度量もあった。弟達に官途で先を越されたが、何のわだかまりもなく、兄弟への友愛は非常に深かった。士大夫に対しても常に寛容をもって接し、貴賎に関係なく人々に慕われた。仁明天皇の崩御時には、父母のごとく哀泣し続け、肉食を断って冥福を祈念したという。
若い頃に仁明天皇に近侍していた際、天皇から対等の交わりを許されたが、長良は常に礼装を崩さず、馴れ馴れしい態度を取る事はなかった。

## 官歴
注記のないものは『六国史』による。
- 弘仁12年（821年） 2月：昇殿[3]
- 弘仁13年（822年） 2月：内舎人[3]。3月：還昇[3]。8月：止昇殿（不出仕による）[3]
- 弘仁14年（823年） 11月：蔵人（淳和天皇）[3]
- 天長元年（824年） 正月7日：従五位下[3]
- 天長2年（825年） 2月：侍従[3]
- 天長4年（827年） 正月21日：従五位上
- 天長10年（833年） 2月30日[注釈 1]：左兵衛権佐。3月：左衛門佐[3]。11月18日[注釈 2]：正五位下
- 承和元年（834年） 正月12日：兼加賀権守
- 承和3年（836年） 正月7日：従四位下。正月11日：右馬頭
- 承和6年（839年） 正月11日：左馬頭
- 承和7年（840年） 3月：蔵人頭
- 承和9年（842年） 7月25日：左兵衛督
- 承和10年（843年） 正月12日：兼相模権守[注釈 3]
- 承和11年（844年） 正月7日：従四位上。正月11日：参議
- 承和13年（846年） 9月13日：讃岐守
- 承和15年（848年） 正月13日：左衛門督
- 嘉祥3年（850年） 正月15日：兼伊勢守[注釈 4]、左衛門督如故。4月17日：正四位下。9月23日[注釈 5]：従三位
- 仁寿元年（851年） 11月26日[注釈 6]：正三位
- 仁寿4年（854年） 8月28日：権中納言、左衛門督如故
- 斉衡3年（856年） 6月23日：従二位。7月3日：薨去（権中納言兼左衛門督従二位）
- 元慶元年（877年） 正月29日：贈正一位・左大臣
- 元慶3年（879年） 2月29日：贈太政大臣

## 系譜
『尊卑分脈』による。
- 父：藤原冬嗣
- 母：藤原美都子 - 藤原真作の娘
- 妻：難波渕子
  - 長男：藤原国経（828-908）
  - 次男：藤原遠経（835-888）
- 妻：藤原乙春 - 藤原総継の娘
  - 三男：藤原基経（836-891） - 藤原良房の養子
  - 四男：藤原高経（?-893）
  - 五男：藤原弘経（838-883）
  - 六男：藤原清経（846-915）
  - 女子：藤原高子（842-910） - 清和天皇女御、陽成天皇生母
  - 女子：藤原栄子（?-895） - 同母兄清経室[要出典]
- 生母不明（難波渕子?）
  - 女子：藤原淑子（838-906） - 藤原氏宗室、宇多天皇養母、尚侍
  - 女子：藤原有子（?-866）- 平高棟室・平惟範母、典侍